# 愛加摩斯
愛加摩斯（Egalmoth），是英國作家約翰·羅納德·魯埃爾·托爾金（J.R.R. Tolkien）的史詩式奇幻說《魔戒三部曲》中的虛構人物。
他是剛鐸（Gondor）的宰相和第十八任攝政王（Ruling Steward）。

## 名字
愛加摩斯（Egalmoth）一名來自辛達語，與一名在早期版本出現的第一紀元貢多林精靈同名，意思是「戰盔上的尖刺」Pointed helm-crest。

## 總覽
愛加摩斯是剛鐸的登丹人（Dúnedain）。他屬於胡林家族（House of Húrin），父母親名字不詳，只知道他的祖母（或外祖母）是剛鐸宰相及第十六任攝政王歐洛隹斯（Orodreth）的妹妹莫玟（Morwen）。不清楚他有沒有任何兄弟姊妹。他的兒子是貝倫（Beren）。
他是第十八任剛鐸攝政王，兼任剛鐸的宰相（Steward）。本來他不會繼位，但因為第十七任攝政王、歐洛隹斯之子艾克西里昂一世（Ecthelion I）在無後的情況下過世，故此由血緣上最接近的愛加摩斯繼位。在他任內剛鐸再次動盪，因為剛鐸陷於新一輪與半獸人的戰事。
他生於第三紀元2626年，死於2743年，享年117歲。

## 生平
愛加摩斯生於第三紀元2626年，大概是在米那斯提力斯（Minas Tirith）。2698年，他的親屬艾克西里昂一世去世，由愛加摩斯繼位。
2710年，洛汗國王迪歐（Déor）派人通報愛加摩斯，關於登蘭德人（Dunlendings）佔據了艾辛格（Isengard），但因為剛鐸無暇抽身而未能協助迪歐發動進攻，結果登蘭德人以此為基地不斷襲擊洛汗（Rohan）。
第三紀元2743年，愛加摩斯去世，結束45年的統治，由他的兒子貝倫繼位。

## 資料來源
1. 1 2 3 4 5  《中土世界的歷史》 Vol.12《中土世界的民族》 "The Heirs of Elendil"
2. ↑  Thain's Book: Egalmoth 的存檔，存档日期2011-10-16.
3. 1 2 3  《魔戒三部曲》 2001年 聯經初版翻譯 附錄一帝王本紀及年表
4. ↑  《未完成的故事》 1998年 HarperCollins重印版 "The Battles of the Ford of Isen" P.483

| 前任： 艾克西里昂一世 | 剛鐸宰相及攝政王 | 繼任： 貝倫 |